# Jeronimo de Bosch
Jeronimo of Hieronymus de Bosch (Amsterdam, 23 maart 1740 – Leiden, 1 juni 1811) was een Nederlandse dichter en wetenschapper. Tot zijn grote werken behoort de Anthologia Graeca.

## Biografie
Jeronimo de Bosch werd in Amsterdam geboren als het kind van de apotheker Jeronimo de Bosch en Catharina van der Heiden. Hij ging naar de Latijnse school om zo goed voorbereid te worden op het vak van apotheker en kreeg daar les van Willem Frederik van der Wilp. Nadat hij de Latijnse school doorlopen had kon hij verder studeren op het Athenaeum Illustre waar hij studeerde onder Pieter Burman Junior. Op zijn twintigste kreeg De Bosch de aanstelling van apotheker en verwierf hij een aandeel in de zaak van zijn grootvader. In 1773 verkreeg hij van het Amsterdamse stadsbestuur de aanstelling van Eerste Klerk ter Sekretarie, een post die hij ongeveer veertig jaar lang zou vervullen.
In de tussentijd hield De Bosch zich ook bezig met de Griekse en Latijnse taal en dan met name het dichten in deze talen. In 1770 schreef hij de voorrede voor de bundel van Gerrit Hooft. In de loop der jaren publiceerde hij diverse werken in het Latijn. Zo kreeg hij in 1777 ook de Eereprijs van de Maatschappij der Nederlandsche Letterkunde. Ook bij andere letterkundige genootschappen wist hij prijzen te winnen. De Bosch werkte 25 jaar lang aan zijn hoofdwerk, de Anthologia Graeca en tussen 1795 en 1813 kwamen hier vier verschillende delen van uit. Dit werk werd niet alleen in Nederlandse tijdschriften toegejuicht, maar ook in de Franse en Hoogduitse.
In zijn werk toonde hij zich een aanhanger van de Republikeinse vrijheden zoals die door zijn mentor Petrus Burman werden verkondigd. Met zijn lofredes op geestvewanten als Pascal Paoli, Gerrit Hooft, en J.R. Deiman, maar vooral door zijn verhandeling over het belang van vrijheid voor het vaderland (1793), door medelid Van Doornik vertaald als ‘De gelijkheid der menschen en de pligten die daaruit voortvloeien’ (Amsterdam 1794), schaarde hij zich aan de kant van de gematigde patriotten. In 1795 nam hij bij de Bataafse Revolutie zelfs even deel aan het Comité Algemeen Welzijn, maar de politiek kon hem niet bekoren.
In 1798 verkreeg hij de aanstelling van curator van de Hoogeschool Leiden en onder zijn gezag werden enkele hoogleraren weer aangesteld die bij de Bataafse Revolutie drie jaar eerder hadden moeten opstappen. Koning Lodewijk Napoleon benoemde De Bosch in 1807 tot Ridder in de Hollandsche Orde. Een jaar later richtte deze vorst het Koninklijk Instituut van Wetenschappen, Letterkunde en Schoone Kunsten op en was De Bosch een van de vier heren die moesten helpen met het vormgeven van dit instituut. Hij werd ook datzelfde jaar lid van het Instituut.
Jeronimo de Bosch was lid van verschillende genootschappen in de stad, waaronder Concordia et Libertate, waar hij een groot aantal verhandelingen voordroeg; Libertate et Concordia, waar hij vanwege zijn kennis en kunde veel indruk maakte; Felix Meritis, het departement Letterkunde; De Hollandse Maatschappij van Wetenschappen, de Maatschappij van Landbouw, de Maatschappij der Nederlandse Letterkunde, het Provinciaal Utrechts Genootschap en het Zeeuws Genootschap. Bijna al zijn bijdragen zijn in het latijn.

## Familie
Jeronimo was zeer gehecht aan zijn zus Judith de Bosch, die in 1793 overleed. Aan haar wijdde hij verschillende gedichten en hij liet zich door de beroemde schilder Tischbein afbeelden staand naast haar graftombe. Zijn zuster Catherina huwde met de Amsterdamse handelaar Gerrit de Vries en werd de moeder van dominee Abraham de Vries en Catharina de Vries. Deze laatste huwde 1798 met Joan Melchior Kemper en zij waren de ouders van Jeronimo de Bosch Kemper die ook de familienaam van zijn grootmoeder aannam. Jeronimo bleef zijn hele leven ongehuwd, maar nam regelmatig een jonge veelbelovende student onder zijn hoede, zoals Pieter Stinstra en Pieter Nieuwland.